# زعفران بنفش
زعفران بنفش (نام علمی: Crocus michelsonii) یکی از گونه‌های سردهٔ زعفران است. ارتفاع گیاه ۶ تا ۸ سانتی‌متر است. غدهٔ این گیاه بوسیلهٔ پوشینه‌های الیافی توری پوشیده شده و ۴ تا ۷ برگ آن هم‌زمان با گل‌ها در فصل بهار ظاهر می‌گردند. رنگ گل بنفش روشن است. هم‌راه با رستنی‌های استپ‌های خشک شمال خراسان و در ارتفاع ۱۲۰۰ تا ۱۳۰۰ متری می‌روید. فصل گل‌دهی اسفند و فروردین و اردیبهشت ماه است.